# Вентрокска крепост
Вентрокската крепост или Вентрокското кале (на албански: Kalaja e Ventrokut, Kalaja e Vëntrokut) е праисторическа крепост, разположена над село Трън, Албания. Калето е обявено на 10 юни 1963 година за археологически паметник на културата под № 1886.

## Местоположение
Вентрокската крепост е разположена на малък скалист хълм с височина 50 m североизточно от Трън, на север от изхода на пролома Гърло (Вълчия пролом) срещу Траяновата крепост.

## Описание
Крепостта обхваща малка площ от 0,6 ha. Стената е с дължина 280 m. В източната част на крепостта няма крепостна стена, тъй като опира в група естествени скали. Единственият вход на крепостта е откъм полето. От север има две изкуствени купчини камъни, наречени гранични тумули, които целят защита на крепостта в най-уязвимите точки и имат наблюдателни функции. От находките вътре в крепостта най-ранната датировка е в късната бронзова епоха. Открити са и керамични фрагменти от Ранната и Късната желязна епоха. Зидарията е от сух, необработен камък. Крепостта има основно предназначение да осигурява защита на местните риболовци и земеделци при нужда.
Долната част на крепостта е повредена от кариера.